# Borut Bilač
Borut Bilač (Postojna, 14. travnja 1965.), bivši slovenski atletičar, natjecao su u disciplini skok u dalj, bio je prvi slovenac koji je preskočio 8 metara.
Na Europskome prvenstvu u  Splitu 1990. godine skokom od 8,09 m osvojio je treće mjesto. Najbolji mu je skok 8,24 m ostvaren 5. srpnja 1990. godine.
Jedan od najbolji rezultata mu je deveto mjesto na Olimpijadi u Barceloni 1992. godine.
Oženjen je skakačicom u vis Brittom Bilač.

## Vanjske poveznice
- IAAF-ov profil Boruta Bilača